# Aeropuerto de Bhadrapur
El Aeropuerto de Bhadrapur (IATA: BDP, OACI: VNCG), también conocido como Aeropuerto Chandragadhi, es un aeropuerto que brinda servicios a Bhadrapur y Chandragadhi, ambas localidades del distrito Jhapa en la zona Mechi en Nepal.  

## Instalaciones

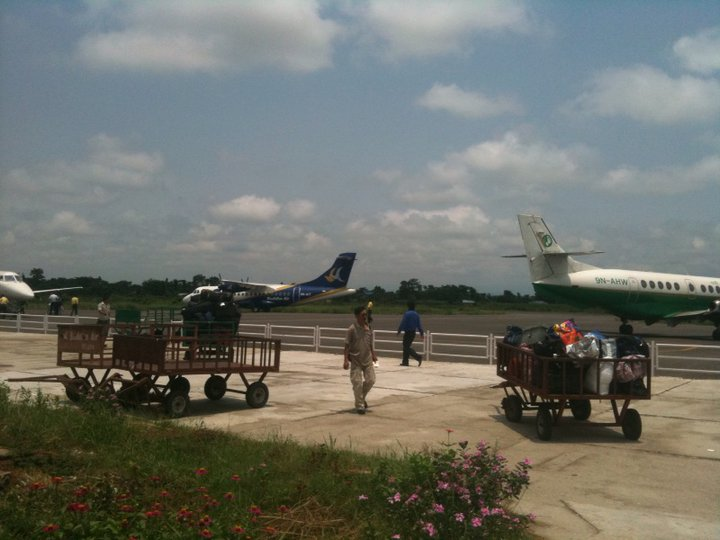
Una hora concurrida en el aeropuerto de Bhadrapur.

El aeropuerto está ubicado en una elevación de 300 pies (91 m) sobre el nivel del mar. Tiene una pista de aterrizaje designada 10/28 con una superficie de asfaltada de 3965 pies (1209 m) de longitud.
El tiempo de trayecto desde Darjeeling al aeropuerto es de unas tres horas yendo por la ruta Darjeeling-Pashupatinagar-Ilam.

## Aerolíneas y destinos
| Aerolíneas    | Destinos |
| ------------- | -------- |
| Agni Air      | Katmandú |
| Yeti Airlines | Katmandú |
| Buddhaair Air | Katmandú |